# Kanton Sainte-Suzanne (Mayenne)
Der Kanton Sainte-Suzanne war von 1790 bis 2015 ein französischer Wahlkreis im Arrondissement Laval, im Département Mayenne und in der Region Pays de la Loire; sein Hauptort war Sainte-Suzanne.

## Geografie
Der Kanton Sainte-Suzanne lag im Mittel 127 Meter über dem Meeresspiegel, zwischen 57 Meter in Saint-Pierre-sur-Erve und 286 Meter in Torcé-Viviers-en-Charnie.
Die Landschaft des ehemaligen Kantons wird durch die Hügel von Coëvrons, den Fluss Erve und den Wald von Charnie geprägt. 
Der Kanton lag im Osten des Départements Mayenne und grenzt im Osten an das Département Sarthe, im Süden an den Kanton Meslay-du-Maine, im Westen an den Kanton Montsûrs und im Norden an den Kanton Évron.

## Gemeinden
Der Kanton bestand aus neun Gemeinden:
| Gemeinde                 | Einwohner Jahr | Fläche km² | Bevölkerungsdichte | Code INSEE | Postleitzahl |
| ------------------------ | -------------- | ---------- | ------------------ | ---------- | ------------ |
| Blandouet                | 188 (2013)     | 11,33      | 17 Einw./km²       | 53032      | 53270        |
| Chammes                  | 347 (2013)     | 21,06      | 16 Einw./km²       | 53050      | 53270        |
| Saint-Jean-sur-Erve      | 452 (2013)     | 25,39      | 18 Einw./km²       | 53228      | 53270        |
| Saint-Léger              | 301 (2013)     | 17,22      | 17 Einw./km²       | 53232      | 53480        |
| Saint-Pierre-sur-Erve    | 140 (2013)     | 9,74       | 14 Einw./km²       | 53248      | 53270        |
| Sainte-Suzanne           | 991 (2013)     | 23,14      | 43 Einw./km²       | 53255      | 53270        |
| Thorigné-en-Charnie      | 191 (2013)     | 17,57      | 11 Einw./km²       | 53264      | 53270        |
| Torcé-Viviers-en-Charnie | 761 (2013)     | 48,77      | 16 Einw./km²       | 53265      | 53270        |
| Vaiges                   | 1.151 (2013)   | 36,26      | 32 Einw./km²       | 53267      | 53480        |

## Bevölkerungsentwicklung
| 1962  | 1968  | 1975  | 1982  | 1990  | 1999  | 2006  | 2012  |
| ----- | ----- | ----- | ----- | ----- | ----- | ----- | ----- |
| 4.986 | 4.663 | 4.310 | 4.135 | 4.028 | 4.258 | 4.353 | 4.497 |

## Geschichte
Der Kanton entstand 1801 aus dem Zusammenschluss der bisherigen Kantone Sainte-Suzanne und Vaiges.

## Partnergemeinde

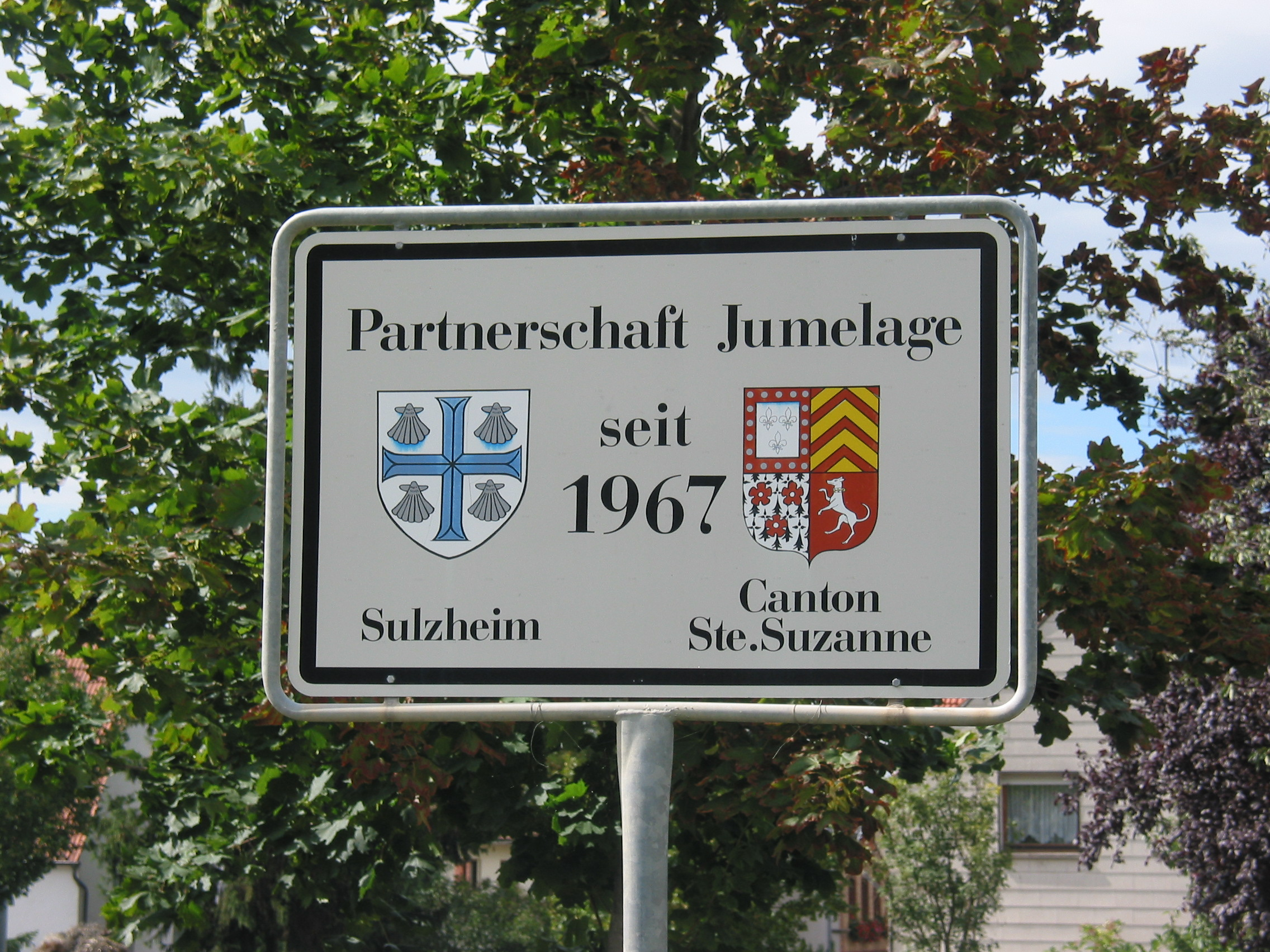

- Sulzheim in Rheinhessen, Deutschland, seit 1967